# BRA-Fam
BRA-Fam är ett verktyg inom socialtjänsten i Sverige som används för att hämta in information om familjer som vill bli ett jour- eller familjehem. Metoden är utarbetad av den svenska Socialstyrelsen i samarbete med praktiker och utgår från forskning och professionellas erfarenheter.
Syftet med BRA-Fam är att man i ett tidigt stadium ska kunna sålla bort privatpersoner som inte är lämpliga för att gå vidare i processen att bli ett familjehem i Sverige. Genom verktyget får privatpersonerna även en snabb introduktion i vad som förväntas från dem. 

## Verktygets olika delar
Målgrupp
Målgruppen som är föremål för utredning är svenska privatpersoner med en god ekonomi, en stabil struktur i vardagen samt en fungerade boendesituation. 
Det finns inte en förutfattad mening om hur den sökande ska leva och bo, utan det som är det viktigaste är att det finns en stabil struktur i vardagen som är trygg och säker.  
Syfte
BRA-Fam användas primärt för att sålla bort personer som inte är lämpliga till att bli ett familjehem. Man brukar göra en riskanalys i anslutning till utredningen som visar på om det finns stor eller liten risk till att personen inte kommer att klara av uppdraget. I ett senare skedde brukar man komplettera BRA-Fam med ett annat verktyg vid namn BBIC.
Omfattning
Verktyget innehåller ett flertal frågor som är uppdelade på totalt nio delar. Frågorna besvaras individuellt av det blivande familjehemmet. Frågorna rör familjesättning, historia av kriminalitet, boendesituation, fysiska och psykiska hälsa, missbruk samt om det har förekommit våld i familjen. 
Krav på utbildning
Till skillnad från BBIC behövs ingen licens för att kunna använda BRA-Fam. Det enda kravet är utföraren ska ha en socionomutbildning eller motsvarande.

## Kritik
BRA-Fam har kritiserats på senare tid då verktyget saknar mer djupgående frågor. Dessa synpunkter har gjort att verktyget har fått en förändring och att man klargjort på ett mer överskådligt sätt vad verktyget ska användas till. Övrig kritik handlar exempelvis om att frågorna som ställs i BRA-Fam är socialt förutsägbara, vilket direkt riskerar trovärdigheten hos de svarande.